# Lesoto en los Juegos Paralímpicos de París 2024
Lesoto estuvo representado en los Juegos Paralímpicos de París 2024 por dos deportistas, un hombre y una mujer. El equipo paralímpico lesotense no obtuvo ninguna medalla en estos Juegos.